# Peter Van Wambeke
Peter Van Wambeke, né le 19 avril 1963 à Zele, est un joueur de football belge devenu ensuite entraîneur. Il est surtout connu pour son passage à Alost, quand le club a participé à la Coupe UEFA 1995-1996, mais c'est dans les divisions inférieures qu'il a remporté plusieurs titres. Il a mis un terme à sa carrière de joueur en 2000. Il a entamé la saison 2010-2011 comme entraîneur principal de Rupel Boom, mais il a été licencié en novembre à la suite des mauvais résultats du club.

## Carrière

### Palmarès
- 2 fois champion de Belgique de Division 2 en 1984 avec le Sint-Niklaasse SK et en 1989 avec le Germinal Ekeren.
- 2 fois vainqueur du Tour final de Division 2 en 1992 avec Boom et en 1994 avec Alost.
- 1 fois champion de Belgique de Division 3 en 1988 avec le Germinal Ekeren[6].

### Statistiques par saison
| Saison    | Club                | Pays | Championnat | Matches | Buts |
| --------- | ------------------- | ---- | ----------- | ------- | ---- |
| 1980-1981 | Eendracht Zele      |      | Division 3  | ?       | -?   |
| 1981-1982 | Eendracht Zele      |      | Division 3  | ?       | -?   |
| 1982-1984 | Saint-Nicolas       |      | Division 2  | ?       | -?   |
| 1984-1985 | Saint-Nicolas       |      | Division 1  | ?       | -?   |
| 1985-1986 | Saint-Nicolas       |      | Division 2  | 26      | 4    |
| 1986-1987 | Saint-Nicolas       |      | Division 2  | 18      | 8    |
| 1987-1988 | Germinal Ekeren     |      | Division 3  | 0       | 0    |
| 1988-1989 | Germinal Ekeren     |      | Division 2  | 29      | 4    |
| 1989-1990 | Germinal Ekeren     |      | Division 1  | 28      | 2    |
| 1990-1991 | FC Boom             |      | Division 2  | 28      | 5    |
| 1991-1992 | FC Boom             |      | Division 2  | 29      | 4    |
| 1992-1993 | KSC Eendracht Alost |      | Division 2  | 27      | 9    |
| 1993-1994 | KSC Eendracht Alost |      | Division 2  | 26      | 8    |
| 1994-1995 | KSC Eendracht Alost |      | Division 1  | 31      | 3    |
| 1995-1996 | KSC Eendracht Alost |      | Division 1  | 21      | 2    |
| 1996-1997 | KSC Eendracht Alost |      | Division 1  | 14      | 0    |
| 1996-1997 | KSV Waregem         |      | Division 2  | 16      | 2    |
| 1997-1998 | Denderleeuw         |      | Division 2  | 30      | 9    |
| 1998-1999 | Denderleeuw         |      | Division 2  | 30      | 7    |
| 1999-2000 | Denderleeuw         |      | Division 2  | 6       | 0    |